# Калошин переулок
Кало́шин переу́лок — улица в центре Москвы, один из арбатских переулков, расположенный в одноимённом районе, между Арбатом и Сивцевом Вражком. В переулке расположен Московский драматический театр имени Рубена Симонова.

## Происхождение названия
Название возникло в конце XVIII века; с 1720-х годов XVIII века переулок назывался Чаадаев, а в 1760-х — Евреинов. Все названия восходят к фамилиям домовладельцев.
Последнее название переулок получил по фамилии А. И. Калошина, служившего в чине бригадира.

## Описание
Калошин переулок начинается от переулка Сивцев Вражек приблизительно напротив Малого Власьевского переулка и проходит на север до улицы Арбат. Выходит на Арбат напротив здания Театра им. Е. Вахтангова.

## Здания и сооружения
По нечётной стороне:
По чётной стороне:
- № 2/24 —  памятник архитектуры (вновь выявленный объект) Дом Вердеревского (Алексеева) (1814 год), внесён в Красную книгу Архнадзора (электронный каталог объектов недвижимого культурного наследия Москвы, находящихся под угрозой), номинация — ветхость;[1]
- № 4 — Доходный трёхэтажный дом (1897, арх. Н. Д. Струков), выстроенный для М. Г. Комиссарова; ранее здесь более 100 лет стоял дом, принадлежавший бригадиру А. И. Калошину[2];
- № 10 — ампирный особняк, построен после 1812 г. Пристройка справа была сделана архитектором И. П. Машковым в 1892 г.
- № 10, строение 1 — ОАО «Зарубежгеология»;
- № 10, строение 2 — Московский драматический театр имени Рубена Симонова; Некоммерческое партнерство поддержки искусства и культуры «Хрустальная Турандот»; газета «Галерея изящных искусств»; региональная общественная организация «Православие, армия, Отечество»;
- № 10/12 — Открытый театр Юлия Малакянца; Строймонтажсервис+;
- № 12 — Особняк М. О. Лопыревского (1852, архитектор М. О. Лопыревский).